# Geo Widengren
Geo Widengren (Stoccolma, 24 aprile 1907 – Stoccolma, 28 gennaio 1996) è stato uno storico delle religioni, orientalista, iranista, filologo e linguista svedese.

## Biografia
Allievo dell'orientalista, arabista e islamista svedese Henrik Samuel Nyberg (1889-1974), Widengren studiò per lungo tempo le lingue iraniche, le religioni semitiche e mesopotamiche. Laureatosi nel 1936, pubblicò con successo, sotto la guida di Tor Andræ, la sua tesi di laurea su The Accadian and Hebrew Psalms of Lamentation as Religious Documents, anche se la sua opera principale di quel periodo fu Hochgottglaube im alten Iran (Uppsala, 1938), che rimane uno degli studi più importanti condotti nel campo dell'iranistica. 
Nominato professore ordinario di storia delle religioni e psicologia della religione all'Università di Uppsala nel 1940, incarico che mantenne fino al 1973, l'opera di Widengren è il risultato di una proficua sintesi tra il metodo fenomenologico religioso con la storia, la filologia, l'etnologia e l'archeologia, soprattutto per quanto attiene agli studi religiosi sul Vicino e Medio Oriente. Seguendo questo metodo di studio, Widengren pubblicò nel 1945 Religionens varld (Il mondo della religione).
La ricerca di Widengren ha riguardato religioni poco conosciute e di difficile ricostruzione storica quali lo gnosticismo, il manicheismo e il mandeismo, occupandosi anche delle influenze iraniche sulla religione islamica. 
Come l'iranista e indologo belga Jacques Duchesne-Guillemin (1910-2012) ha ricordato nel suo necrologio del 1996, Widengren aveva una profonda e non comune conoscenza della letteratura religiosa dell'antico Vicino e Medio Oriente. La sua ricerca accademica ha riguardato, di fatto,  l'intero territorio conquistato da Alessandro Magno: a partire dalla Grecia, passando per l'attuale Iran fino all'Asia centrale, lungo oltre dieci secoli.
Widengren è anche ricordato per aver scritto, dopo Gerardus van der Leeuw, l'ultima Phänomenologie der Religion (1966). In questo campo, l'opera di Widengren si discosta dall'ermeneutica di van der Leeuw privilegiando, unitamente al metodo fenomenologico, quello storico e filologico. 

## Opere
- Apocalyptique iranienne et dualisme qoumranien, Paris, 1995.
- Der Mandäismus, Darmstadt, 1982.
- The Pure Brethren and the philosophical structure of their system, Islam: past influence and present challenge, Edinburgh, 1979.
- The Gnostic attitude, Santa Barbara, 1973.
- Religionens värld, Stockholm, 1971.
- Religionsphänomenologie, Berlin, 1969.
- Muhammed: hans liv och hans tro, Stockholm, 1967.
- Mani und der Manichäismus, Stuttgart, 1961. (traduzione inglese, 1965)
- Der Feudalismus im alten Iran: Männerbund, Gefolgswesen, Feudalismus in der iranischen Gesellschaft im Hinblick auf die indo-germanischen Verhältnisse, Köln, 1969.
- Iranische Geisteswelt: von den Anfängen bis zum Islam, Baden-Baden, 1961.
- Die Religionen Irans, Stuttgart, 1965.
- Kungar, profeter och harlekiner: religionshistoriska uppsatser, Stockholm, 1961.
- Ryttarfolken från öster: och andra artiklar, Stockholm, 1960.
- Muhammad, the apostle of God, and his ascension, Uppsala, 1955.
- The great Vohu Manah and the apostle of God: Studies in Iranian and Manichaean religion, Uppsala, 1945.
- Hochgottglaube im alten Iran, Uppsala, 1938